# Racinaea
Die Pflanzengattung Racinaea gehört zur Unterfamilie der Tillandsioideae innerhalb der Familie der Bromeliengewächse (Bromeliaceae). Die etwa 86 Arten sind in der Neotropis verbreitet.

## Beschreibung

### Erscheinungsbild und Blätter
Racinaea-Arten sind immergrüne, ausdauernde, krautigen Pflanzen und zumeist Epiphyten oder Lithophyten, sie wachsen also auf Bäumen oder an Felsen. Es sind meist Trichterbromelien, sie können aber auch viele andere Wuchsformen besitzen, die man auch bei den Tillandsien kennt. Die Sprossachse ist meist gestaucht. Die Laubblätter sind parallelnervig und ganzrandig. Saugschuppen können überall auf den Blättern verteilt deutlich sichtbar sein oder sie befinden sich nur auf der Blattoberseite innerhalb der Blatttrichter.

### Blütenstände und Blüten
Die Exemplare brauchen viele Jahre von der Jungpflanze bis zur Bildung des Blütenstandes. Die Blütenstände können unverzweigt oder verzweigt sein. Die Hochblätter der Blütenstände sind bei vielen Arten lange haltbar. Die zwittrigen Blüten sind dreizählig mit doppelter Blütenhülle (Perianth). Die drei freien Kelchblätter sind asymmetrisch, wobei sie in Richtung ihrer Spitze immer breiter werden (wichtiges Unterscheidungsmerkmal zu Tillandsia dort sind sie symmetrisch und spitz); sie sind höchstens 12 Millimeter lang. Die drei freien Kronblätter besitzen an ihrer Basis keine Schüppchen (Ligulae); das unterscheidet sie von denen der Gattungen Mezobromelia und Vriesea. Es sind zwei Kreise mit je drei Staubblättern vorhanden, die kürzer als die Kronblätter sind. Der Pollen ist orangefarben. Drei Fruchtblätter sind zu einem halbunterständigen Fruchtknoten verwachsen. Der Griffel ist kurz.

### Früchte und Samen
Die Kapselfrüchte öffnen sich scheidewandspaltig = septizid. Die Samen besitzen einen „Fallschirm“, ähnlich wie bei der Pusteblume. Die Flughaare befinden sich meist nur an der Basis der Samen und sind in der Kapselfrucht gerade und nicht gefaltet – im Gegensatz zu Catopsis.

## Systematik und Verbreitung
Die Gattung Racinaea 1993 durch Michael A. Spencer und Lyman Bradford Smith in Phytologia, Volume 74, Seite 152 aufgestellt. Typusart ist Tillandsia cuspidata L.B.Smith. Der Gattungsname Racinaea ehrt Racine Foster (1910–1991), die Gattin des amerikanischen Bromeliensammlers und Mitbegründers der Bromeliad Society International, Mulford Bateman Foster.
Die Systematik der Unterfamilie Tillandsioideae ist wegen der Abgrenzungsproblematik der Gattungen und neuerer phylogenetischer Untersuchungen steten Veränderungen unterworfen. Erst 1993 ist die Gattung Tillandsia von Michael A. Spencer und Lyman Bradford Smith in zwei Gattungen: Tillandsia und Racinaea aufgeteilt worden. Alle Arten der früheren Untergattung Pseudocatopsis Baker innerhalb der Gattung Tillandsia wurden in die eigenständigen Gattung Racinaea gestellt. In privaten und botanischen Sammlungen sind diese Arten meist noch unter ihren alten Namen als Tillandsia zu finden. Die Gattung Racinaea M.A.Spencer & L.B.Sm. gehört zusammen mit Guzmania, Mezobromelia und Tillandsia zur Tribus Tillandsieae.
Die Gattung Racinaea ist in der Neotropis verbreitet.
| Es gibt seit 2025 etwa 86 Arten mit etwa 22 Subtaxain der Gattung Racinaea (Stand 2025): |
| - Racinaea adpressa (André) J.R.Grant: Es gibt zwei Unterarten: - Racinaea adpressa (André) J.R.Grant subsp. adpressa: Sie gedeiht als Epiphyt in Wäldern in Höhenlagen von 2200 bis 3400 Metern in Kolumbien nur in Valle, in Ecuador nur in der Provinz Pichincha und in Peru in den Regionen Amazonas sowie La Libertad. - Racinaea adpressa subsp. orthiantha (Standley) J.R.Grant: Sie gedeiht als Epiphyt in Regenwäldern in Höhenlagen von 1800 bis 2000 Metern in Costa Rica nur in San Jose. - Racinaea aerisincola (Mez) M.A.Spencer & L.B.Sm.: Sie gedeiht als Epiphyt in Regenwäldern in Höhenlagen von 50 bis 1300 Metern in Brasilien. - Racinaea almeriae (Rauh) J.R.Grant: Sie gedeiht als Epiphyt in Nebelwäldern in Höhenlagen von etwa 2600 Metern in Kolumbien. - Racinaea blassii (L.B.Sm.) M.A.Spencer & L.B.Sm.: Sie kommt in Ecuador vor. - Racinaea commixa (Mez) M.A.Spencer & L.B.Sm.: Sie kommt in Peru vor. - Racinaea condorensis Manzan. & Gouda: Die Erstbeschreibung erfolgte 2010. Sie gedeiht als Epiphyt in Höhenlagen von etwa 1450 Metern in Ecuador nur in der Provinz Zamora-Chinchipe. - Racinaea contorta (Mez) M.A.Spencer & L.B.Sm.: Sie gedeiht als Epiphyt in feuchten Wäldern in Höhenlagen von 650 bis 1000 Metern in Nicaragua, Costa Rica sowie Panama. - Racinaea crispa (Baker) M.A.Spencer & L.B.Sm.: Sie gedeiht als Epiphyt in Wäldern in Höhenlagen von 300 bis 1800 Metern in Panama und Kolumbien. - Racinaea cuspidata (L.B.Sm.) M.A.Spencer & L.B.Sm.: Sie gedeiht in Höhenlagen von 2850 bis 2900 Metern im peruanischen Region Amazonas. - Racinaea decipiens (André) Gouda & Manzan.: Diese Neukombination erfolgte 2017. Es gibt zwei Varietäten: - Racinaea decipiens (André) Gouda & Manzan. decipiens: Diese Neukombination erfolgte 2017. Sie gedeiht als Epiphyt in Wäldern in Höhenlagen von 10 bis 1700 Metern in Ecuador und Peru. - Racinaea decipiens (L.B.Sm.) Gouda & Manzan.: Diese Neukombination erfolgte 2017. Sie gedeiht als Epiphyt in Wäldern in Höhenlagen von 20 bis 2300 Metern in Ecuador und Peru. - Racinaea dielsii (Harms) H.Luther: Sie gedeiht als Epiphyt in Höhenlagen von 1250 bis 2000 Metern in Ecuador und Kolumbien. - Racinaea diffusa (L.B.Sm.) M.A.Spencer & L.B.Sm.: Sie gedeiht als Epiphyt in halb-xerophytischen bis sub-mesophytischen Habitaten in Höhenlagen von 1700 bis 2100 Metern nur in der peruanischen Region Amazonas. - Racinaea domingos-martinsis (Rauh) J.R.Grant: Sie gedeiht als Epiphyt in Bergwäldern in Höhenlagen von etwa 900 Metern nur im brasilianischen Bundesstaat Espírito Santo. - Racinaea dyeriana (André) Barfuss & W.Till (Syn.: Tillandsia dyeriana André, Tillandsia rutschmannii Rauh): Diese Neukombination erfolgte 2016. Sie gedeiht in Höhenlagen von etwa 1500 Metern im ecuadorianischen Provinz Morona Santiago. - Racinaea elegans (L.B.Sm.) M.A.Spencer & L.B.Sm.: Sie gedeiht in Höhenlagen von etwa 2655 Metern in Ecuador nur in der Provinz Imbabura. - Racinaea euryelytra J.R.Grant: Sie gedeiht als Epiphyt in trockeneren Nebelwäldern in Höhenlagen von 1500 bis 3050 Metern in Ecuador nur in der Provinz Loja. - Racinaea fawcettii (Mez) M.A.Spencer & L.B.Sm.: Sie kommt nur in Jamaika vor. - Racinaea filifolia Gouda: Die Erstbeschreibung erfolgte 2020. Sie gedeiht gedeiht epiphytisch in einem feuchten Nebelwald in einer Höhenlage von etwa 1900 Metern in der peruanischen Region Amazonas. - Racinaea flexuosa (Baker) M.A.Spencer & L.B.Sm.: Sie gedeiht als Epiphyt in Wäldern in Höhenlagen von 2300 bis 2900 Metern in Peru sowie Bolivien. - Racinaea fraseri (Baker) M.A.Spencer & L.B.Sm.: Sie gedeiht terrestrisch, lithophytisch sowie epiphytisch in Wäldern in Höhenlagen von 750 bis 3000 Metern in Kolumbien, Ecuador und Peru. - Racinaea gentryana Manzanares & W.Till: Sie wurde 2011 aus Ecuador erstbeschrieben. Sie gedeiht terrestrisch in hochmontanen Wäldern und sogenannten „Bromelien-Rasen“ in Höhenlagen von 1500 bis 3050 Metern in Ecuador in den Provinzen Morona Santiago sowie Zamora-Chinchipe. - Racinaea ghiesbreghtii (Baker) M.A.Spencer & L.B.Sm.: Sie gedeiht als Epiphyt in Wäldern in Höhenlagen von 1360 bis 1850 Metern von Mexiko bis Guatemala. - Racinaea gilmartiniae (L.B.Sm.) M.A.Spencer & L.B.Sm.: Sie gedeiht in Höhenlagen von etwa 2200 Metern in Ecuador nur in der Provinz Cotopaxi. - Racinaea goudae Manzanares & W.Till: Sie wurde 2011 aus Ecuador erstbeschrieben.: Sie gedeiht in Höhenlagen von 2000 bis 2600 Metern in Ecuador nur in der Provinz Napo. - Racinaea graminispicula Gouda: Die Erstbeschreibung erfolgte 2025. Sie gedeiht gedeiht epiphytisch in Trockenwäldern in Höhenlagen von 1000 bis 1500 Metern in der peruanischen Region San Martin. - Racinaea grantii Manzanares & W.Till: Sie wurde 2011 aus Ecuador erstbeschrieben. Sie gedeiht terrestrisch und epiphytisch in Páramos in Höhenlagen von 3100 bis 3200 Metern in Ecuador in der Provinz Azuay im Kanton Cuenca. - Racinaea guacamayosensis Manzan. & Gouda: Sie wurde 2010 aus Ecuador erstbeschrieben. Sie gedeiht in Höhenlagen von etwa 2200 Metern. - Racinaea hamaleana (É.Morren) Barfuss & W.Till: Die Erstbeschreibung erfolgte 2016. Sie gedeiht epiphytisch in Regenwäldern oder seltenlithophytisch in Höhenlagen von 0 bis 200 Metern in Ecuador. - Racinaea hasei Höpfel & Scharf: Sie wurde 2011 aus Ecuador erstbeschrieben. Sie gedeiht epiphytisch und wurde bisher nur in Restbeständen von Bergwäldern in Höhenlagen von etwa 2500 Metern gefunden. - Racinaea hauggiae (Rauh) J.R.Grant: Sie gedeiht epiphytisch in Höhenlagen von etwa 2700 Metern in Ecuador nur in der Provinz Azuay. - Racinaea homostachya (André) M.A.Spencer & L.B.Sm.: Dieser Endemit gedeiht in Höhenlagen von 2500 bis 2800 Metern in Ecuador nur in der Provinz Pichincha. - Racinaea inconspicua (André) M.A.Spencer & L.B.Sm.: Sie gedeiht in Höhenlagen von etwa 1800 Metern in Kolumbien nur in Norte de Santander und in Ecuador nur in der Provinz Pichincha. - Racinaea insularis (Mez) M.A.Spencer & L.B.Sm.: Es gibt zwei Varietäten: - Racinaea insularis (Mez) M.A.Spencer & L.B.Sm. var. insularis: Sie gedeiht epiphytisch in Höhenlagen von 200 bis 300 Metern auf den Galapagosinseln und in der ecuadorianischen Provinz Guayas. - Racinaea insularis var. latilamina (Gilmartin) M.A.Spencer & L.B.Sm.: Sie gedeiht epiphytisch in Höhenlagen von 170 bis 400 Metern in auf den Galapagosinseln und in der ecuadorianischen Provinz Guayas. - Racinaea jaramilloi Manzanares: Die Erstbeschreibung erfolgte 2019. Sie gedeiht epiphytisch einem nebeligen, wolkigen und kühlen Bergwald auf der Amazonasseite der Anden in Höhenlagen von 2200 bis 2500 Metern in der ecuadorianischen Provinz Zamora Chinchipe. - Racinaea jenmanii (Baker) M.A.Spencer & L.B.Sm.: Sie gedeiht epiphytisch in Wäldern in Höhenlagen von 600 bis 1110 Metern in Venezuela, Guyana, Haiti und auf Kuba. - Racinaea kalliantha J.R.Grant: Sie gedeiht epiphytisch in Höhenlagen von etwa 2400 Metern nur im peruanischen Departamento Piura. - Racinaea kessleri H.Luther: Sie gedeiht epiphytisch in Höhenlagen von etwa 2500 Metern nur in Bolivien in Cochabamba. - Racinaea lutheri Manzanares & W.Till: Sie wurde 2013 aus Provinz Morona-Santiago in Ecuador erstbeschrieben. Sie gedeiht epiphytisch in Höhenlagen von 2000 bis 2110 Metern im hochmontanen Regen- und Nebelwald der Amazonasregion. - Racinaea lyman-smithiana J.R.Grant: Sie gedeiht epiphytisch in Höhenlagen von etwa 2950 Metern nur im peruanischen Departamento Piura. - Racinaea macrantha H.Luther: Sie wurde 2007 aus Peru erstbeschrieben. Sie gedeiht epiphytisch wurde bisher nur im Primärwald in einer Höhenlage von etwa 2720 Metern peruanischen Pasco gefunden. - Racinaea marioportillae Frank Höpfel & Uwe Scharf: Sie wurde 2008 aus Ecuador erstbeschrieben. Sie gedeiht epiphytisch wurde bisher nur im Bergwald in einer Höhenlage von etwa 3000 Metern in der Nähe von Azogues in der ecuadorianischen Provinz Cañar gefunden. - Racinaea membranacifolia (L.B.Sm.) M.A.Spencer & L.B.Sm.: Sie gedeiht epiphytisch in Wäldern in Höhenlagen von 1500 bis 3300 Metern in Kolumbien in Santander sowie Cundinamarca. - Racinaea michelii (Mez) M.A.Spencer & L.B.Sm.: Sie gedeiht epiphytisch in Wäldern und im Dickicht in Höhenlagen von 1700 bis 2500 Metern in Kolumbien in Cauca sowie Valle. - Racinaea miniata (Rauh) J.R.Grant: Sie kommt in Ecuador nur in der Provinz Tungurahua vor. - Racinaea minutipetala Gouda: Die Erstbeschreibung erfolgte 2025. Sie gedeiht epiphytisch in warmen Primärregenwäldern in Höhenlagen von 1000 bis 2000 Metern im kolumbianischen Antioquia. - Racinaea monticola (Mez & Sodiro) M.A.Spencer & L.B.Sm.: Sie gedeiht epiphytisch in Höhenlagen von 750 bis 850 Metern in Ecuador nur in Pichincha und in Bolivien nur in La Paz. - Racinaea multiflora (Benth.) M.A.Spencer & L.B.Sm.: Es gibt drei Varietäten: - Racinaea multiflora var. decipiens (André) M.A.Spencer & L.B.Sm.: Sie gedeiht epiphytisch in Wäldern in Höhenlagen von 10 bis 1700 Metern in Ecuador sowie Peru. - Racinaea multiflora (Benth.) M.A.Spencer & L.B.Sm. var. multiflora: Sie gedeiht epiphytisch in an trockenen Standorten in Höhenlagen von 50 bis 1200 Metern in Ecuador in den Provinzen Guayas sowie Manabí. - Racinaea multiflora var. tomensis (L.B.Sm.) M.A.Spencer & L.B.Sm.: Sie gedeiht epiphytisch in Wäldern in Höhenlagen von 20 bis 2300 Metern in Ecuador sowie Peru. - Racinaea neillii Manzan.: Die Erstbeschreibung erfolgte 2020. Sie gedeiht terrestrisch nur weiten Bereichen am Gipfel des Cerro Machinaza in der Cordillera del Cóndor in Höhenlagen von 2420 bis 2440 Metern in der ecuadorianischen Provinz Zamora Chinchipe. - Racinaea nervibractea (Gilmartin & H.Luther) J.R.Grant: Sie wurde anhand eines im Brooklyn Botanic Garden blühenden Exemplars, das aus Ecuador stammt, erstbeschrieben. Genauere Angaben zum Fundort gibt es nicht. - Racinaea pallidoflavens (Mez) M.A.Spencer & L.B.Sm.: Sie gedeiht epiphytisch in Wäldern in Höhenlagen von 1520 bis 2850 Metern in den peruanischen Regionen Ancash, Amazonas sowie La Libertad. - Racinaea pardina (L.B.Sm.) M.A.Spencer & L.B.Sm.: Dieser Endemit gedeiht in einer Höhenlage von etwa 1400 Metern nur im bolivianischen La Paz. - Racinaea parviflora (Ruiz & Pavón) M.A.Spencer & L.B.Sm.: Es gibt zwei Varietäten: - Racinaea parviflora var. expansa (L.B.Sm.) M.A.Spencer & L.B.Sm.: Sie kommt in Ecuador vor. - Racinaea parviflora (Ruiz & Pavón) M.A.Spencer & L.B.Sm. var. parviflora: Sie gedeiht epiphytisch in Wäldern in Höhenlagen von 700 bis 2500 Metern in Ecuador, Peru sowie Bolivien. - Racinaea pattersoniae Manzanares & W.Till: Sie gedeiht epiphytisch im Podocarpus-Wald in Höhenlagen von 3000 bis 3125 Metern in Ecuador nur in der Provinz Loja. - Racinaea pectinata (André) M.A.Spencer & L.B.Sm.: Sie gedeiht terrestrisch und epiphytisch in Höhenlagen von 2600 bis 3300 Metern in Ecuador in Carchi, Pichincha, Chimborazo sowie Loja und in Kolumbien nur in Narino. - Racinaea penduliflora Gouda & Manzan.: Sie wurde 2008 aus Peru erstbeschrieben. Sie gedeiht epiphytisch in nebligen, wolkigen und kühlen Bergwäldern auf der Amazonasseite der Anden in Höhenlagen von 2100 bis 3000 Metern in den peruanischen Regionen Pasco sowie Cuzco. - Racinaea pendulispica (Mez) M.A.Spencer & L.B.Sm.: Sie gedeiht epiphytisch in Wäldern in Höhenlagen von 900 bis 2100 Metern in Peru sowie Bolivien. - Racinaea penlandii (L.B.Sm.) M.A.Spencer & L.B.Sm.: Es gibt zwei Varietäten: - Racinaea penlandii (L.B.Sm.) M.A.Spencer & L.B.Sm. var. penlandii: Sie gedeiht terrestrisch und epiphytisch in Wäldern in Höhenlagen von 2150 bis 2300 Metern in Ecuador und Kolumbien. - Racinaea penlandii var. pedunculata (L.B.Sm.) M.A.Spencer & L.B.Sm.: Sie kommt in Kolumbien nur in Antioquia vor. - Racinaea pseudotetrantha (Gilmartin & H.Luther) J.R.Grant: Dieser Endemit gedeiht in einer Höhenlage von etwa 850 Metern nur in El Oro in Ecuador. - Racinaea pugiformis (L.B.Sm.) M.A.Spencer & L.B.Sm.: Sie gedeiht epiphytisch oder manchmal terrestrisch in Höhenlagen von 1350 bis 2700 Metern in Peru sowie Ecuador. - Racinaea pulchella (André) Gouda & Manzanares: Sie gedeiht epiphytisch in Nebelwäldern in Höhenlagen von 2950 bis 3200 Metern nur in Chimborazo in Ecuador. - Racinaea quadripinnata (Mez & Sodiro) M.A.Spencer & L.B.Sm.: Sie gedeiht epiphytisch in Nebelwäldern in Höhenlagen von etwa 2800 Metern nur in Pichincha in Ecuador. - Racinaea riocreuxii (André) M.A.Spencer & L.B.Sm.: Sie gedeiht epiphytisch in Nebelwäldern und im Paramo in Höhenlagen von 2280 bis 3300 Metern in Ecuador sowie Kolumbien. - Racinaea ropalocarpa (André) M.A.Spencer & L.B.Sm.: Sie gedeiht epiphytisch in Lichtungen und Wäldern in Höhenlagen von 920 bis 2500 Metern in Peru sowie Kolumbien. - Racinaea rothschuhiana (Mez) M.A.Spencer & L.B.Sm. (Syn.: Racinaea adscendens (L.B.Sm.) M.A.Spencer & L.B.Sm.): Sie gedeiht epiphytisch in Wäldern in Höhenlagen von 700 bis 960 Metern in Nicaragua sowie Costa Rica. - Racinaea sanctae-martae (L.B.Sm.) M.A.Spencer & L.B.Sm.: Sie gedeiht epiphytisch in Regenwäldern in Höhenlagen von 1200 bis 1650 Metern in Kolumbien nur in Magdalena. - Racinaea schumanniana (Wittmack) J.R.Grant: Dieser Endemit gedeiht in einer Höhenlage von etwa 2000 Metern in Kolumbien nur in Antioquia. - Racinaea schunkei (L.B.Sm.) Gouda (Syn.: Tillandsia schunkei L.B.Sm.): Diese Neukombination erfolgte 2020. Sie gedeiht epiphytisch in halbimmergrünen Trockenwäldern in Höhenlagen von 500 bis 600 Metern in Ecuador nur in Loja und in Peru nur Tumbes. - Racinaea seemannii (Baker) M.A.Spencer & L.B.Sm.: Sie gedeiht epiphytisch in Höhenlagen von 2000 bis 3200 Metern in Ecuador. - Racinaea sinuosa (L.B.Sm.) M.A.Spencer & L.B.Sm. (Syn.: Racinaea sinuosa var. quirozii (Gilmartin) M.A.Spencer & L.B.Sm.): Sie gedeiht epiphytisch in Höhenlagen von 820 bis 1000 Metern in Ecuador in Oro, Canar sowie Loja. - Racinaea spiculosa (Griseb.) M.A.Spencer & L.B.Sm.: Es gibt vier Varietäten: - Racinaea spiculosa var. micrantha (Baker) M.A.Spencer & L.B.Sm.: Sie gedeiht epiphytisch in Wäldern in Höhenlagen von 700 bis 1900 Metern. Sie kommt in Kolumbien, Ecuador, Venezuela und auf der Insel Trinidad vor. - Racinaea spiculosa (Griseb.) M.A.Spencer & L.B.Sm. var. spiculosa: Sie gedeiht epiphytisch in Wäldern in Höhenlagen von 825 bis 2100 Metern. Sie ist von Costa Rica über Panama bis Kolumbien, Ecuador, Venezuela, Bolivien, Peru, Surinam bis Brasilien verbreitet und kommt in der Dominikanischen Republik vor. - Racinaea spiculosa var. stenoglossa (L.B.Sm.) M.A.Spencer & L.B.Sm.: Sie gedeiht epiphytisch, lithophytisch und terrestrisch in Savannen, Wäldern und auf Gipfeln in Höhenlagen von 900 bis 2000 Metern. Sie kommt in Venezuela, Guyana sowie Brasilien vor. - Racinaea spiculosa var. ustulata (Reitz) M.A.Spencer & L.B.Sm.: Sie gedeiht epiphytisch in Wäldern in Höhenlagen von 2 bis 1100 Metern. Sie kommt in Kolumbien (nur Norte De Santander, Narino), Guyana (nur Barima-Waini), Peru (nur Regionen Loreto, Junin), Bolivien (nur La Paz, Santa Cruz), Brasilien (Bahia, Espírito Santo, Rio de Janeiro, São Paulo, Paraná, Santa Catarina) und auf der Insel Trinidad vor. - Racinaea steyermarkii (L.B.Sm.) M.A.Spencer & L.B.Sm.: Dieser Endemit gedeiht meist epiphytisch in einem unberührten Nebelwald am Kamm einer Bergkette in Höhenlagen von 1200 bis 1900 Metern nur im Bundesstaat Yaracuy in Venezuela. - Racinaea strobeliorum Manzanares & W.Till: Sie wurde 2009 anhand eines kultivierten Exemplars, das in der Provinz Azuay in Ecuador gesammelt wurde, erstbeschrieben. - Racinaea subalata (André) M.A.Spencer & L.B.Sm.: Sie gedeiht epiphytisch in Wäldern in Höhenlagen von 1650 bis 2800 Metern in Kolumbien sowie Ecuador. - Racinaea tandapiana (H.Luther) M.A.Spencer & L.B.Sm.: Dieser Endemit gedeiht in einer Höhenlage von etwa 1400 Metern nur in der Provinz Pichincha in Ecuador. - Racinaea tenuispica (André) M.A.Spencer & L.B.Sm.: Sie gedeiht epiphytisch in Wäldern und isoliert stehenden Bäumen in Höhenlagen von 750 bis 1800 Metern. Sie kommt Venezuela nur in Mérida und in Kolumbien in Norte de Santander, Cundinamarca sowie Valle vor. - Racinaea terrestris Manzan. & Gouda: Sie wurde 2010 aus Ecuador erstbeschrieben. Dieser Endemit gedeiht terrestrisch in Höhenlagen von 1900 bis 2000 Metern nur im ecuadorianischen Morona-Santiago. - Racinaea tetrantha (Ruiz & Pavón) M.A.Spencer & L.B.Sm.: Es gibt sieben Varietäten: - Racinaea tetrantha var. aurantiaca (Griseb.) M.A.Spencer & L.B.Sm.: Sie gedeiht epiphytisch in Wäldern in Höhenlagen von 750 bis 3300 Metern in Kolumbien (Norte de Santander, Santander, Cundinamarca, Caldas, Valle, Cauca, Narino), in Venezuela (Sucre, Distrito Federal, Tachira, Bolivar), in Ecuador (Loja) und in Peru (Cajamarca). - Racinaea tetrantha var. caribaea (L.B.Sm.) M.A.Spencer & L.B.Sm.: Sie gedeiht epiphytisch in Wäldern in Höhenlagen von 1050 bis 2400 Metern in Costa Rica, Venezuela und auf den karibischen Inseln Kuba sowie Hispaniola. - Racinaea tetrantha var. densiflora (André) M.A.Spencer & L.B.Sm.: Sie gedeiht epiphytisch in Höhenlagen von 2250 bis 2900 Metern in Kolumbien sowie Ecuador. - Racinaea tetrantha var. miniata (André) M.A.Spencer & L.B.Sm.: Sie gedeiht epiphytisch in Wäldern in Höhenlagen von 2700 bis 3375 Metern in Kolumbien, Venezuela sowie Ecuador. - Racinaea tetrantha var. ramosior (L.B.Sm.) M.A.Spencer & L.B.Sm.: Sie gedeiht in Höhenlagen von etwa 3100 Metern nur in der peruanischen Region Amazonas. - Racinaea tetrantha var. scarlatina (André) M.A.Spencer & L.B.Sm.: Sie gedeiht epiphytisch in Wäldern in Höhenlagen von 2400 bis 3800 Metern in Kolumbien (Cauca, Narino), Venezuela (Merida) und Ecuador (Pichincha, Tungurahua, Cotopaxi). - Racinaea tetrantha (Ruiz & Pavón) M.A.Spencer & L.B.Sm. var. tetrantha: Sie gedeiht epiphytisch in Wäldern in Höhenlagen von 1800 bis 3250 Metern in Venezuela sowie Peru. - Racinaea tillii Manzan. & Gouda: Sie wurde 2010 aus Ecuador erstbeschrieben. Dieser Endemit gedeiht epiphytisch an Bäume in einer Weide nur in der Nähe von San Victor, Quijos im ecuadorianischen Napo. - Racinaea trapeziformis (Mez) M.A.Spencer & L.B.Sm.: Sie kommt nur im kolumbianischen Magdalena vor. - Racinaea tripinnata (Baker) M.A.Spencer & L.B.Sm.: Sie gedeiht epiphytisch in Höhenlagen von 2900 bis 3100 Metern in Ecuador. - Racinaea undulifolia (Mez) H.Luther: Sie kommt in Ecuador in Azuay sowie Zamora vor. - Racinaea venusta (Mez & Wercklé) Barfuss & W.Till: Die Erstbeschreibung erfolgte 2016. Sie gedeiht in Höhenlagen von etwa 600 Metern in Costa Rica nur in Cartago. - Racinaea wuelfinghoffii Höpfel & Scharf: Sie wurde 2008 in Die Bromelie aus erstbeschrieben. Sie gedeiht epiphytisch im Bergwald in Höhenlagen von etwa 3250 Metern nur im ecuadorianischen Azuay. - Racinaea zingleri Höpfel & Scharf: Sie wurde 2011 aus Peru erstbeschrieben. Sie wurde bisher nur epiphytisch im Bergregenwald wachsend in Höhenlagen von etwa 2000 Metern im peruanischen San Martin gefunden. |